# XAMPP
A XAMPP – (kiejtése: /ˈzæmp/ vagy /ˈɛks.æmp/) – egy szabad és nyílt forrású platformfüggetlen webszerver-szoftvercsomag, amelynek legfőbb alkotóelemei az Apache webszerver, a MariaDB (korábban a MySQL) adatbázis-kezelő, valamint a PHP és a Perl programozási nyelvek értelmezői (végrehajtó rendszerei). Ez a szoftvercsomag egy integrált rendszert alkot, amely webes alkalmazások készítését, tesztelését és futtatását célozza, és ehhez egy csomagban minden szükséges összetevőt tartalmaz. A rendszer egyik nagy előnye az összehangolt elemek könnyű telepíthetősége.

## A név magyarázata
A XAMPP egy betűszó ill. rövidítés, betűi a következő kifejezésekből származnak:
- X – eredeti olvasatban az angol cross-platform szót helyettesíti, amely a platformfüggetlenséget jelenti
- Apache webszerver
- MariaDB adatbázis-kezelő (korábban MySQL)
- PHP szerveroldali szkriptnyelv
- Perl általános célú szkriptnyelv

## Követelmények és jellemzők
A XAMPP egyetlen tömörített (zip, tar, 7z vagy exe formátumú) állományba van csomagolva, telepítéséhez mindössze ezt a fájlt kell letölteni és futtatni. A telepítés elvégzi az alapbeállításokat, azokon csak nagyon keveset vagy éppen semmit nem kell változtatni, ezután a rendszer készen áll a webszerver és a mintaalkalmazások futtatására. A XAMPP-csomagot rendszeresen frissítik, így az mindig az Apache, MariaDB, PHP és Perl legújabb változatát tartalmazza, valamint más kiegészítőket is, mint pl. az OpenSSL és a phpMyAdmin. Verziószáma a csomagban található PHP-értelmező verziójával egyezik meg (jelenleg az 5.5.x, 5.6.x és 7.0.x PHP-verziókhoz egyaránt elérhető különálló csomag).
A XAMPP-csomag több példányban is telepíthető a gazdagépre, a különálló telepítések képesek önmagukban, a többi csomag megzavarása nélkül működni, ráadásul az installált példányok egyszerűen átmásolhatók egy másik gépre.
A szoftver három változatban is elérhető: teljes, általános és kisméretű csomagok léteznek.

## Használata
Hivatalosan a XAMPP tervezői az eszközt egy fejlesztőrendszernek szánták, amellyel a web-tervezők és programozók internetes kapcsolat nélkül fejleszthetik és tesztelhetik alkalmazásaikat. Ennek érdekében több fontos biztonsági funkció alapértelmezésben ki van kapcsolva a csomagban, ennek ellenére a XAMPP szoftvert valódi webes szolgáltatóként is használják. A csomag egy külön eszközt tartalmaz a legfontosabb részek jelszavas védelmének beállítására.
A XAMPP többféle adatbázis-kezelő használatát is támogatja, ilyenek pl. a MySQL és az SQLite és mások.
A XAMPP telepítése után a helyi gép (a localhost) hálózati gépként is hozzáférhetővé válik, pl. FTP kliensprogrammal elérhető. Alkalmazható pl. FileZilla fájlkezelő, telepíthetők tartalomkezelő rendszerek, mint a WordPress vagy a Joomla!. A localhost közvetlenül is kezelhető egyes HTML vagy általános szövegszerkesztőkből, az FTP protokoll használatával.
Az alapbeállítás szerinti FTP felhasználónév a „newuser”, jelszava „wampp”. Az alapbeállítás szerinti MySQL felhasználónév a „root”, jelszó nélkül.

## Összetevők
XAMPP for Windows 5.6.19:
- Apache 2.4.17
- MariaDB 10.1.10
- PHP 5.6.19
- phpMyAdmin 4.5.1
- OpenSSL 1.0.2
- XAMPP Control Panel 3.2.2
- Webalizer 2.23-04
- Mercury Mail Transport System 4.63
- FileZilla FTP Server 0.9.41
- Tomcat 7.0.56 (mod_proxy_ajp konnektorral)
- Strawberry Perl 7.0.56 Portable

XAMPP 5.6.19 for Linux:
- Apache 2.4.18
- MariaDB 10.1.10
- PHP 5.6.19 & PEAR + SQLite 2.8.17/3.7.17 + multibyte (mbstring) támogatás
- Perl 5.16.3
- ProFTPD 1.3.4c
- phpMyAdmin 4.5.2
- OpenSSL 1.0.2g
- Egyéb kiegészítők: GD 2.0.35, Freetype2 2.4.8, libpng 1.5.26, gdbm 1.8.3, zlib 1.2.8, expat 2.0.1, Sablotron 1.0.3, libxml 2.0.1, Ming 0.4.5, Webalizer 2.23-05, pdf class 0.11.7, ncurses 5.9, pdf class 0.11.7, mod_perl 2.0.8-dev, FreeTDS 0.91, gettext 0.18.1.1, IMAP C-Client 2007e, OpenLDAP (client) 2.4.21, mcrypt 2.5.8, mhash 0.9.9.9, cUrl 7.45.0, libxslt 1.1.28, libapreq 2.12, FPDF 1.7, ICU4C Library 4.8.1, APR 1.5.2, APR-utils 1.5.4

XAMPP 5.6.19 for OS X:
- Apache 2.4.18
- MariaDB 10.1.10
- PHP 5.6.19 & PEAR + SQLite 2.8.17/3.7.17 + multibyte (mbstring) támogatás
- Perl 5.16.3
- ProFTPD 1.3.4c
- phpMyAdmin 4.5.2
- OpenSSL 1.0.2g
- Egyéb kiegészítők: GD 2.0.35, Freetype2 2.4.8, libpng 1.5.26, gdbm 1.8.3, zlib 1.2.8, expat 2.0.1, Sablotron 1.0.3, libxml 2.0.1, Ming 0.4.5, Webalizer 2.23-05, pdf class 0.11.7, ncurses 5.9, pdf class 0.11.7, mod_perl 2.0.8-dev, FreeTDS 0.91, gettext 0.18.1.1, IMAP C-Client 2007e, OpenLDAP (client) 2.4.21, mcrypt 2.5.8, mhash 0.9.9.9, cUrl 7.45.0, libxslt 1.1.28, libapreq 2.12, FPDF 1.7, ICU4C Library 4.8.1, APR 1.5.2, APR-utils 1.5.4

## Fordítás
Ez a szócikk részben vagy egészben  a   XAMPP című angol Wikipédia-szócikk ezen változatának fordításán alapul.  Az eredeti cikk szerkesztőit annak laptörténete sorolja fel. Ez a jelzés csupán a megfogalmazás eredetét és a szerzői jogokat jelzi, nem szolgál a cikkben szereplő információk forrásmegjelöléseként.